# Інститут вищої освіти НАПН України
Інститут вищої освіти Національної академії педагогічних наук України створено Постановою Кабінету Міністрів України від 7 червня 1999 року № 988.
Місія Інституту — сприяння розвитку вищої освіти України відповідно до національних пріоритетів і світових стандартів шляхом здійснення фундаментальних і прикладних наукових досліджень, надання консультаційної та науково-експертної підтримки, а також забезпечення професійної підготовки науково-педагогічних кадрів вищої кваліфікації для органів державної влади та інституцій вищої освіти.
Візія – національний освітній та науково-експертний центр у галузі вищої освіти, колектив якого формують фахівці міжнародного рівня, об’єднані цінностями відкритості, чесності та толерантності.
Інститут творчо розвивається як одна з провідних національних установ, що визначає перспективи вищої школи в Україні, шляхи інтеграції в європейський і світовий простори вищої освіти та досліджень.

## Основні завдання та напрями діяльності
Основними завданнями Інституту є:
- проведення наукових досліджень з актуальних проблем вищої освіти;
- створення, впровадження і використання нових педагогічних технологій;
- оновлення змісту вищої освіти відповідно до найновіших національних та світових наукових, загальнокультурних і педагогічних здобутків;
- науковий, методичний та методологічний супровід реформування вищої освіти;
- підготовка рекомендацій щодо формування державної політики в галузі вищої освіти;
- проведення порівняльних досліджень системи вищої освіти інших країн та визначення можливостей їх використання в реформуванні вищої освіти України;
- наукова експертиза та участь у розробці проєктів документів, що стосуються законодавчо-нормативної бази та перспектив розвитку вищої освіти.